# Internationell domstol

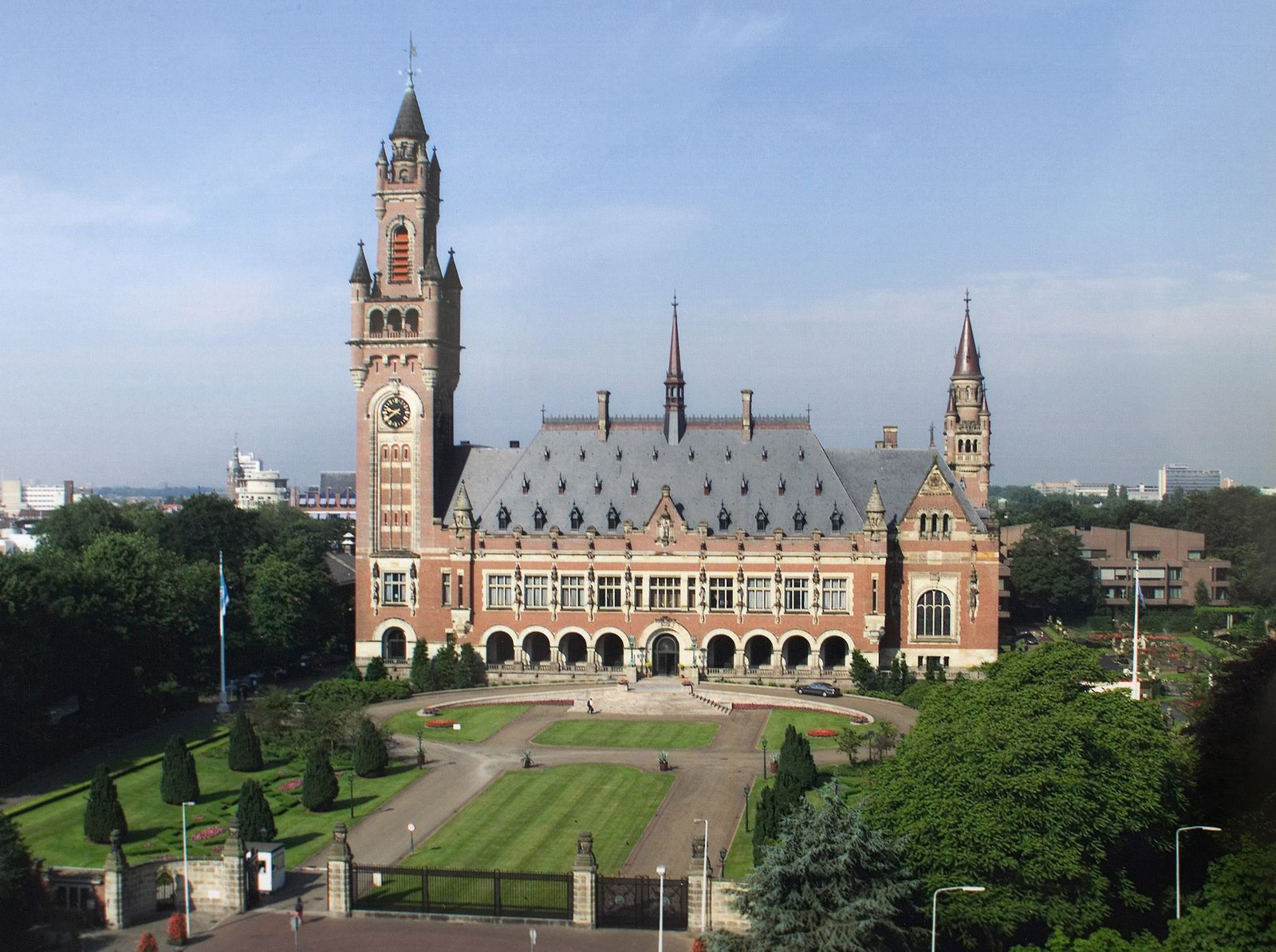
Fredspalatset, säte för den Internationella domstolen i Haag.

Internationell domstol är ett rättsskipande organ under folkrätten som kan upprättas antingen genom fördrag mellan två eller flera stater, eller som en del av en mellanstatlig organisation. Begreppet omfattar både permanenta institutioner som den Internationella domstolen i Haag och ad hoc-organ som skapats för en särskild uppgift som den Internationella krigsförbrytartribunalen för det forna Jugoslavien, bägge två upprättade genom de Förenta nationerna.
Föregångare till dagens internationella domstolar är bland annat den Internationella mellanfolkliga domstolen, som upprättades av Nationernas förbund 1922, och den Internationella militärtribunalen som upprättades av de allierade efter andra världskriget och som dömde i Nürnbergprocessen och Internationella militärtribunalerna som dömde i Nürnbergrättegångarna.

## Permanenta domstolar
I Haag finns förutom Internationella domstolen även den Permanenta skiljedomstolen och den Internationella brottmålsdomstolen vilka är permanenta domstolar.
Brottmålsdomstolen upprättades genom Romstadgan för Internationella brottmålsdomstolen och kan lagföra brottslingar för begångna krigsförbrytelser, men domstolens förmåga att verka är även kopplad till de stater som anslutit sig till stadgan. Exempelvis har USA angivit att man avser att lagföra sina egna soldater under amerikansk lag då krigsförbrytelser är begångna och att man inte avser att ansluta sig till stadgan.
I Hamburg finns den särskilda Internationella havsrättsdomstolen.

## Regionala domstolar
Förutom permanenta domstolar med ett globalt mandat finns det även ett flertal regionala internationella domstolar. Inom Europeiska unionen finns EU-domstolen. Som en underrätt till EU-domstolen finns den så kallade tribunalen (tidigare förstainstansrätten). För administrativa ärenden fanns tidigare Europeiska unionens personaldomstol.
Även Efta-länderna omfattas genom avtalet om Europeiska ekonomiska samarbetsområdet av delar i unionsrätten, men där är det deras egen Efta-domstol som har jurisdiktion.
Europadomstolen i Strasbourg, Frankrike och den Interamerikanska domstolen för mänskliga rättigheter i San José, Costa Rica är bägge exempel på domstolar som upprättats för att värna mänskliga rättigheter. De grundläggande dokumenten för dessa domstolar är Europarådets konvention om de mänskliga rättigheterna respektive OAS människorättskonvention, men även FN:s deklaration om de mänskliga rättigheterna har haft en viktig funktion.

## Tribunaler

Länder anslutna till den Internationella brottmålsdomstolen.

Den Internationella brottmålsdomstolen i Haag som upprättades 2002 utgör en permanent tribunal för mål om krigsförbrytelser, men som föregångare till denna finns ett antal tillfälliga tribunaler som fortfarande verkar. Även den Internationella krigsförbrytartribunalen för det forna Jugoslavien och Tribunalen för Libanon verkar i Haag. Den Internationella Rwandatribunalen verkar i Arusha i Tanzania och tar upp mål relaterade till folkmordet i Rwanda som inträffade tidigt 1990-tal. Det finns även en Specialdomstol för Sierra Leone och en Internationell domstol i Kambodja. I domstolen i Kambodja finns det både nationella och internationella domare, men huruvida internationell lag kan eller skall tillämpas är fortfarande omtvistat.

## Andra domstolar
Inför upprättandet av Tribunalen i Irak fanns det diskussioner om att upprätta en internationell domstol, men tribunalen blev en nationell irakisk angelägenhet. Till skillnad från Nürnbergprocessen efter det andra världskriget hade en internationell domstol idag sannolikt haft betydligt svårare att kunna motivera och att kunna utdöma dödsstraff, vilket drabbade den tidigare irakiske presidenten Saddam Hussein.
Det finns även specialdomstolar som verkat under en annan jurisdiktion än den stats territorium som de befunnit sig på, utan att för den skull kunna klassas som internationella domstolar. Ett noterbart exempel är den Skotska domstolen i Nederländerna, vilken verkade under skotsk jurisdiktion på en nedlagd militärbas utanför Zeist i Nederländerna, och som prövade skuldfrågan för två libyska medborgare i den så kallade Lockerbieaffären.